# Margot Wallström
Margot Elisabeth Wallström, född 28 september 1954 i Kågedalens församling i Västerbottens län, är en svensk socialdemokratisk politiker. 
Hon valdes in i riksdagen som 25-åring 1979 och var biträdande civilminister 1988–1991, kulturminister 1994–1996, socialminister 1996–1998 och utrikesminister 2014– 2019. Hon har också varit EU-kommissionär 1999–2009 och Förenta nationernas generalsekreterares särskilda representant i frågor som rör konfliktrelaterat sexuellt våld 2010–2012.

## Biografi
Margot Wallström växte upp i Kåge som det fjärde av fem barn till sågverksarbetaren Manfred Wallström (1917–1993) och sömmerskan Lydia Wallström, född Sundberg (1919–2009). Hon engagerade sig tidigt i SSU och var med om att bilda en lokal SSU-klubb i Kåge. Efter genomgånget gymnasium i Skellefteå fick hon arbete som ombudsman för SSU i Karlstad 1974–1977 och arbetade därefter i Sparbanken Alfa 1977–1979. Hon valdes in i Sveriges riksdag i riksdagsvalet 1979 och satt där till 1985. Hon var därefter bankkamrer på Sparbanken Alfa i Karlstad 1986–1987. Från 1988 hade hon flera statsrådsposter, först som biträdande civilminister för konsument-, kyrko- och ungdomsfrågor 1988–1991 i Ingvar Carlssons regering. Efter en mellanperiod som bland annat lokalredaktionschef för TV4 i Karlstad 1993–1994 var hon kulturminister under statsminister Ingvar Carlsson 1994–1996 och slutligen socialminister under Göran Persson 1996–1998. Hon avgick kort efter riksdagsvalet 1998 efter en konflikt med Göran Persson.
Hon arbetade 1998–1999 som chef för biståndsprojektet ”Worldview Global Media”, ett media- och demokratiprojekt i Sri Lanka. Margot Wallström var sedan under två perioder EU-kommissionär. I Prodi-kommissionen 1999–2004 var hon ansvarig för miljöfrågor och i Barroso-kommissionen 2004–2010 var hon förste vice ordförande med ansvar för konstitutionella frågor, institutionella relationer och kommunikationsstrategi.
Tillsammans med Jan Eliasson fick hon i uppdrag av Mona Sahlin i mars 2007 att leda en rådslagsgrupp för att utveckla Socialdemokraternas utrikes- och EU-politik. Åren 2010–2012 var Wallström den förste innehavare av tjänsten som Förenta nationernas generalsekreterares särskilda representant i frågor som rör konfliktrelaterat sexuellt våld. Hon utnämndes i maj 2015 till ledamot i en särskild panel inom FN med uppgift att utreda finansieringen av ökad humanitär nöd.
Hon var 2013–2014 projektdirektör på Svenska Postkodlotteriet. Hon var 2013–2014 också ordförande i styrelsen för Lunds universitet.
Wallström är en mycket populär politiker inom det egna partiet Socialdemokraterna. Hon har flera gånger fått frågan om hon vill ställa upp som partiledare och flera gånger varit den som flest vill ha som partiledare. Hon har alltid tackat nej, senast 2012.

## Sveriges utrikesminister
Den 3 oktober 2014 tillträdde Margot Wallström som Sveriges utrikesminister i regeringen Löfven I. Hon lanserade i samband med detta "en feministisk utrikespolitik", som enligt regeringens ambition innebar att verka för kvinnors rättigheter, representation och resurser utifrån den realitet som kvinnor lever i. Det feministiska perspektivet skulle genomsyra allt som skedde i utrikesförvaltningens regi. Den 21 januari 2019 fick Wallström förnyat förtroende på posten när hon tillträdde på posten som utrikesminister i regeringen Löfven II. I en intervju i Dagens Nyheter den 6 september 2019 meddelade Wallström sin avsikt att avgå som utrikesminister och att hon framfört detta till statsminister Löfven. Anledningen till avgången uppgavs vara att hon ville tillbringa mer tid med sin familj.
Wallström var statsministerns ställföreträdare. Att det var hon som var ställföreträdare, och inte vice statsministern, blev allmänt känt först när statsminister Stefan Löfven hade förts akut till sjukhus med ambulans i juli 2015.
Inslagen av aktivism och idealism i Wallströms utrikespolitik gjorde att hon blev populär i de egna partileden och jämförelser gjordes med utrikespolitiken som fördes av Olof Palme.

### Feministisk utrikespolitik
Den feministiska utrikespolitiken, som lanserades kort efter Wallströms tillträde, sammanfattas i tre R: representation, resurser och rättigheter. När regeringen listar resultaten nämns till exempel ett nätverk av kvinnliga fredsmedlare, satsningar på utbildning för flickor och insatser mot sexuellt våld i konflikter, fokus på sexuell och reproduktiv hälsa och omnämnanden av kvinnor i samtliga uttalanden i krissituationer. Beträffande feminism har Wallström bland annat citerat Mahatma Gandhi.
| ”                                             | ”Först ignorerar de dig, sedan skrattar de åt dig, sedan bekämpar de dig, sedan vinner du.” | „ |
| – Margot Wallström, citerande Mahatma Gandhi. |                                                                                             |   |

### Kärnvapennedrustning
Wallström var drivande i att Sverige ska underteckna FN:s konvention om kärnvapenförbud enligt en socialdemokratisk nedrustningspolitik som inleddes under 1960-talet. Detta gjordes aldrig då regeringens egen utredare kom fram till att ett undertecknande skulle leda till allvarliga konsekvenser för Sverige säkerhet och det saknades parlamentariskt stöd för undertecknandet.
Istället hänvisade Wallström till hur det befintliga arbetet för kärnvapennedrustning skulle intensifieras. Citat: "Målet med regeringens arbete är entydigt. Sverige är en stark röst för en kärnvapenfri värld. Vår regering har återupprättat engagemanget för nedrustning. Vi har upplivat folkrätts- och nedrustningsdelegationen. Vi har tillsatt en ambassadör för nedrustning. Vi är ordförande för det som kallas för Haag-koden mot teknologispridning för ballistiska missiler, och vi tillträder som ordförande i IAEA efter sommaren. Vi är med i alla kärnvapennedrustningssammanhang. Senast i juni arrangerade vi ett stort internationellt ministermöte om kärnvapennedrustning. Det har också märkts i vårt engagemang på Koreahalvön och för kärnavtalet med Iran, JCPOA."

### FN:s säkerhetsråd
Efter att ha röstats in i FN:s säkerhetsråd satt Sverige under 2017 och 2018 som icke-permanent medlem i säkerhetsrådet. Sverige har som medlem i FN:s säkerhetsråd tagit avstamp i det som regeringen kallar ”bottenplattan”: folkrätt, mänskliga rättigheter, jämställdhet och ett humanitärt perspektiv.  Sveriges medlemskap har överlag setts som framgångsrikt och områden som lyfts fram är arbetet med kvinnors situation i konflikter, att göra klimatfrågan till en säkerhetspolitisk fråga, situationen för Rohingyer i Myanmar (Burma), samtalen i Gambia och Kamerun. Sverige var också det första land som arrangerade säkerhetsrådets årliga arbetsmöte utanför USA.

### Iran
Margot Wallström har haft hållningen att dialog bör föras med alla länder, även sådana Sverige inte delar värderingar med. På så sätt har hon även offentligt tagit avstånd från isoleringspolitik. Det är också något som hänvisades till när Irans utrikesminister Mohammad Javad Zarif besökte Sverige i augusti 2019. Wallström hänvisade då till att hon tog upp situationen för kvinnor i landet, mänskliga rättigheter, kritiken mot dödsstraff osv.

### Israel
Israels utrikesminister Avigdor Lieberman och premiärminister Benjamin Netanyahu vägrade senare att ta emot henne under ett planerat statsbesök i landet i januari 2015. Wallströms diplomatiska immunitetsstatus i Israel upphävdes också, vilket innebar att om hon besökte Israel skulle hon göra det som en individ snarare än som en tjänsteman i ett utländskt land (något som normalt skulle innebära åtnjutande av säkerhetstjänstens skydd).
Wallström efterlyste 12 januari 2016 en offentlig utredning om Israel hade utfört "utomrättsligt dödande" under de föregående månadernas våldsdåd i form av knivattacker och sammandrabbningar. Följande dag förklarade Israels utrikesdepartement för Sveriges Israelambasadör Carl Magnus Nesser att Wallström inte längre var välkommen att resa in i landet.

### Palestina
Den 30 oktober 2014 blev Wallström den första utrikesministern i EU att erkänna en palestinsk stat i syfte att "underlätta ett fredsavtal genom att göra parterna mindre ojämna", vilket ledde till att Israel samma dag kallade hem sin ambassadör för samråd. I en intervju i mars 2018 uppgav hon att avsikten bakom erkännandet var att påskynda processen mot en tvåstatslösning, men erkände också att inga framsteg hade gjorts i denna fråga. I december 2016 mottog Wallström i Ramallah orden Grand Star of the Order of Jerusalem av Palestinska myndighetens president Mahmoud Abbas.

### Saudiarabien
I januari 2015 kritiserade Wallström Saudiarabiens piskstraff av människorättsaktivistbloggaren Raif Badawi, som hon menade var ett "grymt försök att tysta moderna uttrycksformer". Saudiarabien tolkade detta som en förolämpning mot landet och islam, och valde därför att kalla hem sin ambassadör i Sverige. Eftersom Saudiarabien är en viktig marknad för flera svenska exportföretag skickade regeringen en särskild delegation till Saudiarabien under ledning av riksdagsledamot Björn von Sydow för att reda ut konflikten.
Wallström besökte Saudiarabien och ett antal andra Gulfstater i augusti 2019 för att diskutera Jemenkriget.

### USA och Nordkorea
Wallström kritiserade USA:s president Donald Trump i nyhetsmedier efter dennes tal i FN:s generalförsamling den 19 september 2017. Trump hade i talet haft en hård retorik gentemot Nordkoreas högste ledare Kim Jong-un för Nordkoreas kärnvapenprogram, en retorik som Wallström ansåg vara skadlig för utvecklingen av konflikten och ett brott mot FN-stadgan.
I mars 2018 besökte Nordkoreaa utrikesminister Ri Yong-ho Sverige och hade möten med Wallström och statsminister Stefan Löfven. Detta var en ansträngning för att återuppta fredsförhandlingar mellan Nord- och Sydkorea samt förbättra de diplomatiska kontakterna med USA. 

### Västsahara
Ett av Socialdemokraternas löften i valrörelsen 2014 var att Västsahara skulle erkännas. Regeringen i Marocko, ett land som har en betydande position i Arabvärlden, reagerade negativt vilket även äventyrade regeringens kampanj för en plats i FN:s säkerhetsråd.

## Familj
Margot Wallström gifte sig 1984 med Håkan Olsson. Tillsammans fick de tre söner, varav en dog späd. Hon är bosatt på Hammarön och har en fritidsbostad i Lappland.

## Priser och utmärkelser
- H. M. Konungens medalj av 12:e storleken i Serafimerordens band (2008) för mångåriga betydelsefulla insatser inom svensk och europeisk politik[38]
- Kommendör av Franska Hederslegionen, 11 april 2014[39]
- Kommendör av Palestinska Jerusalemsorden (2016)[källa behövs]
- Hedersdoktor vid Chalmers tekniska högskola 2001,[40] Mälardalens högskola, University of Massachusetts och Umeå universitet[41]
- Göteborgspriset för hållbar utveckling 2008, för sitt arbete med kemikalielagstiftningen REACH
- Monismanienpriset 2009[42]
- Elin Wägner-sällskapets pris Årets väckarklocka 2012[43]
- IFES Democracy Award 2019[44]
- Svenska Läkare mot Kärnvapens anti-atombombsdiplom 2021 [45]

## Bildgalleri

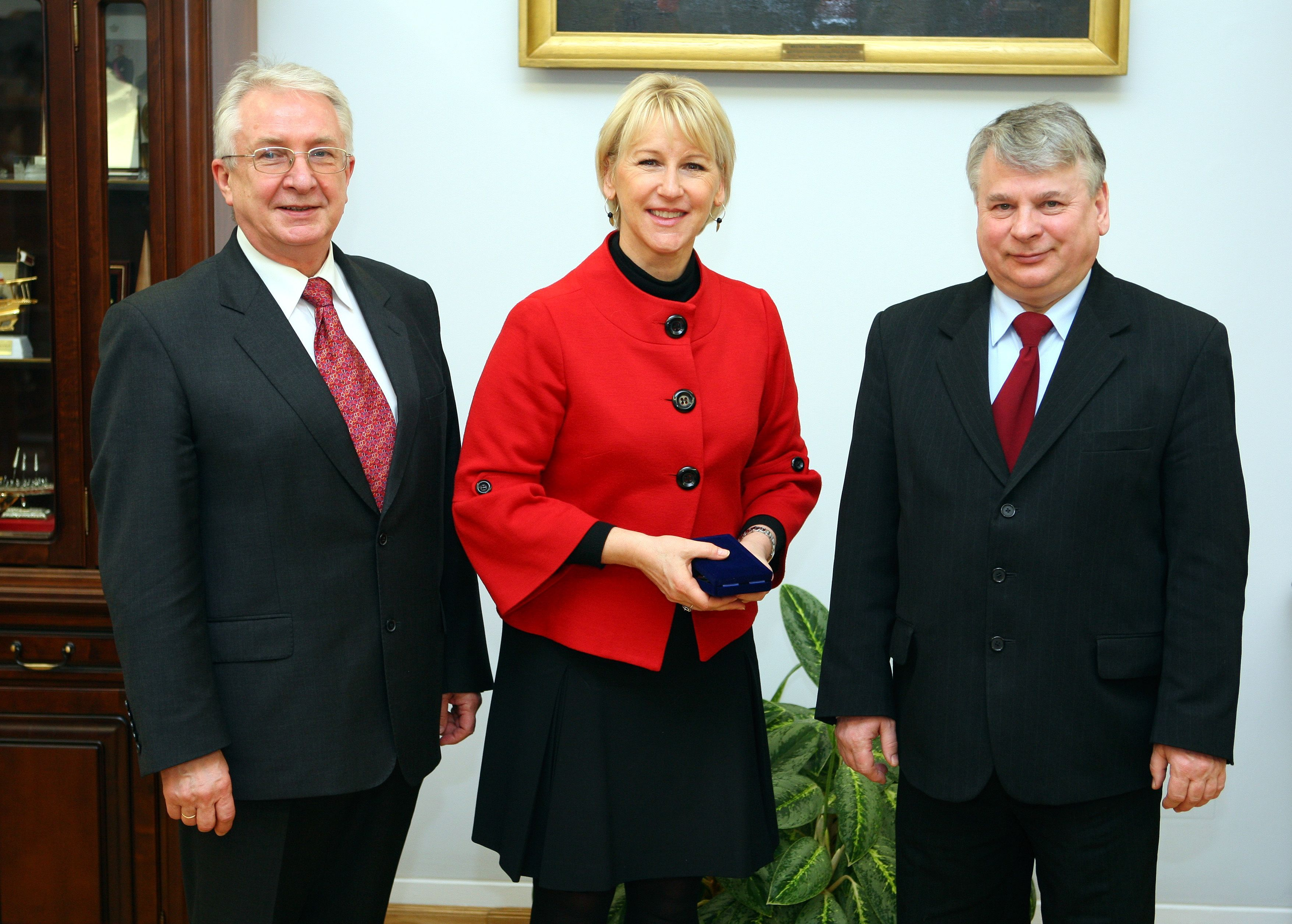
Med de polska senatorerna Edmund Wittbrodt och Bogdan Borusewicz 2008.
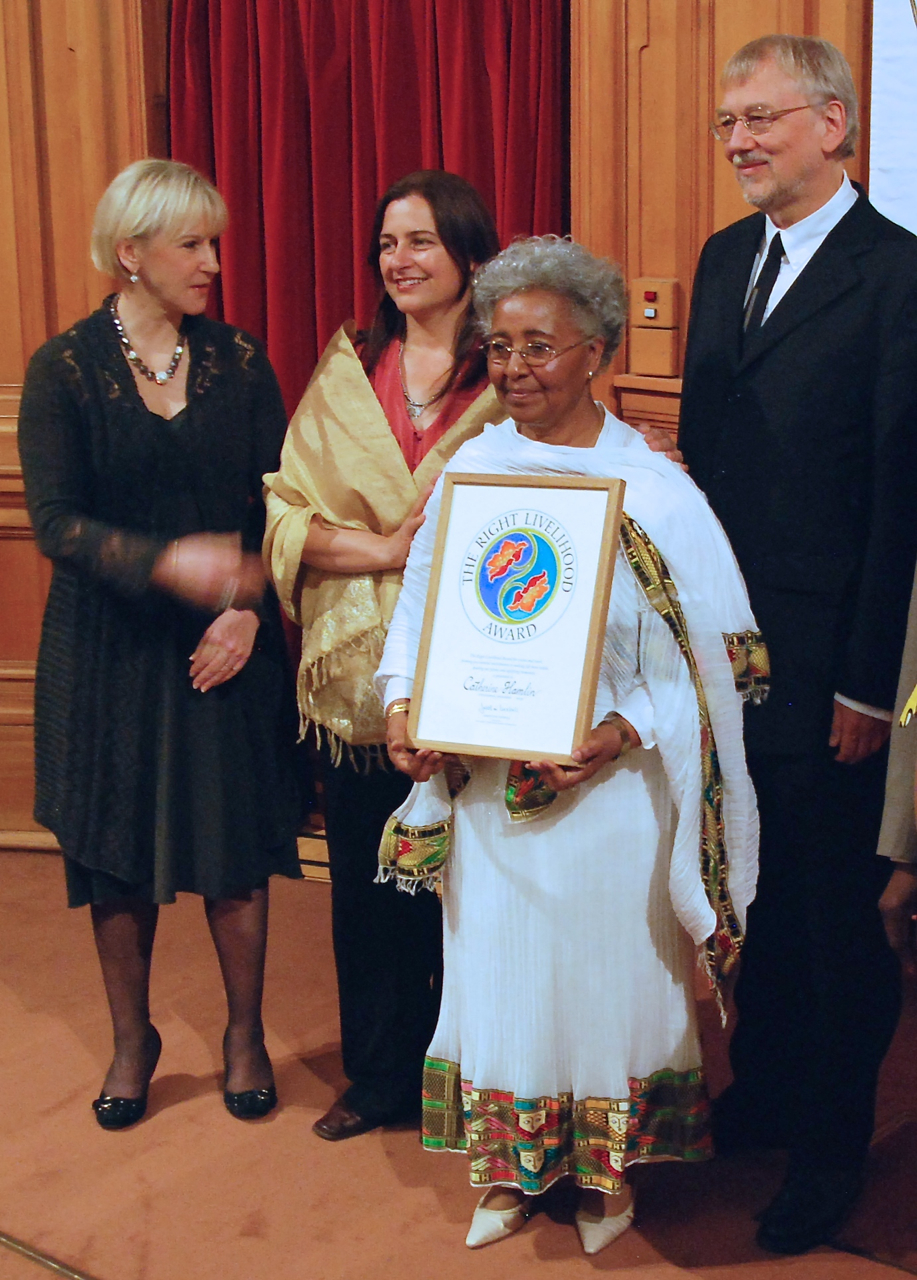
Prisutdelning av 2009 års Right Livelihood-pris.
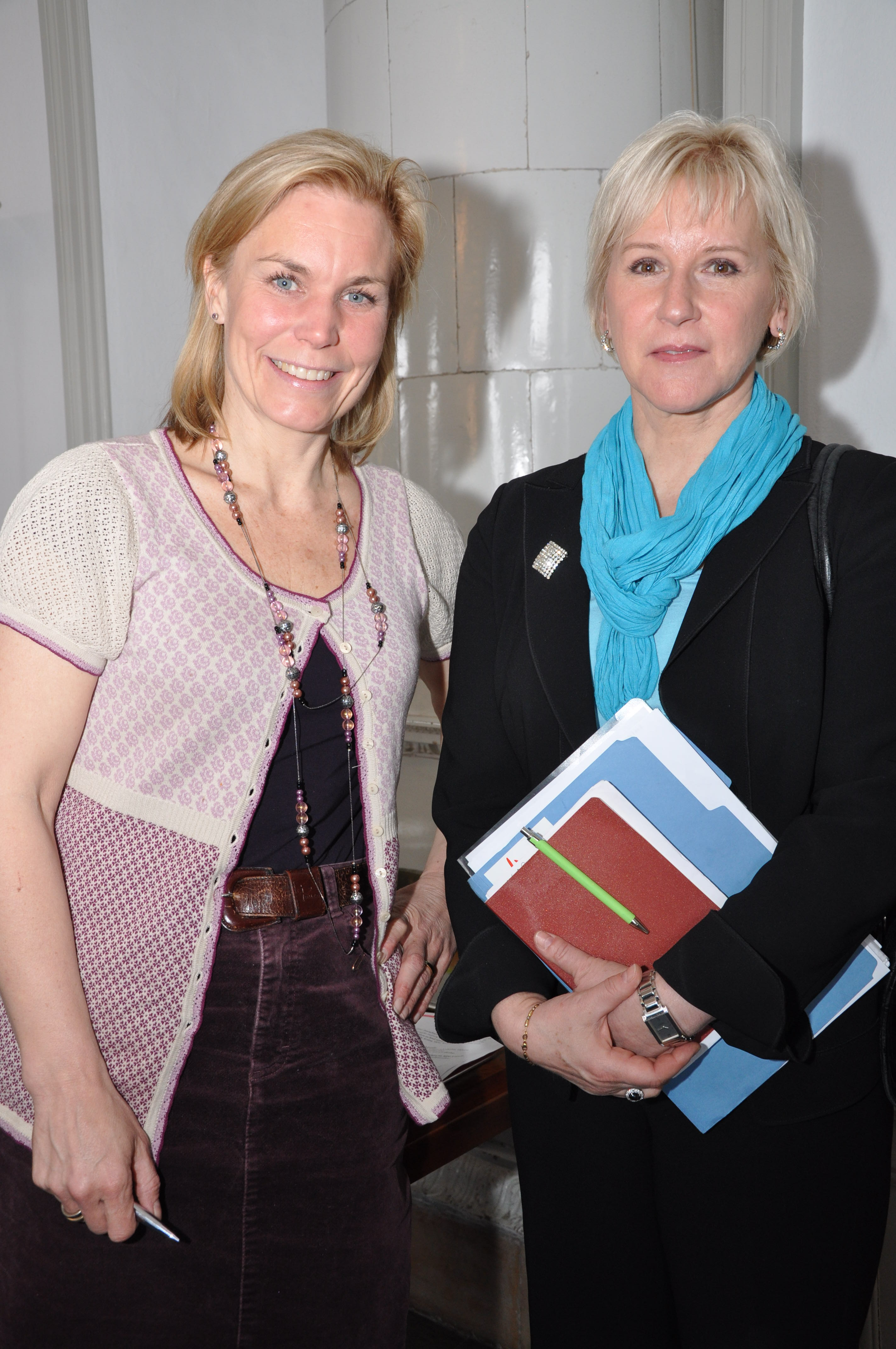
Med biståndminister Gunilla Carlsson 2010.
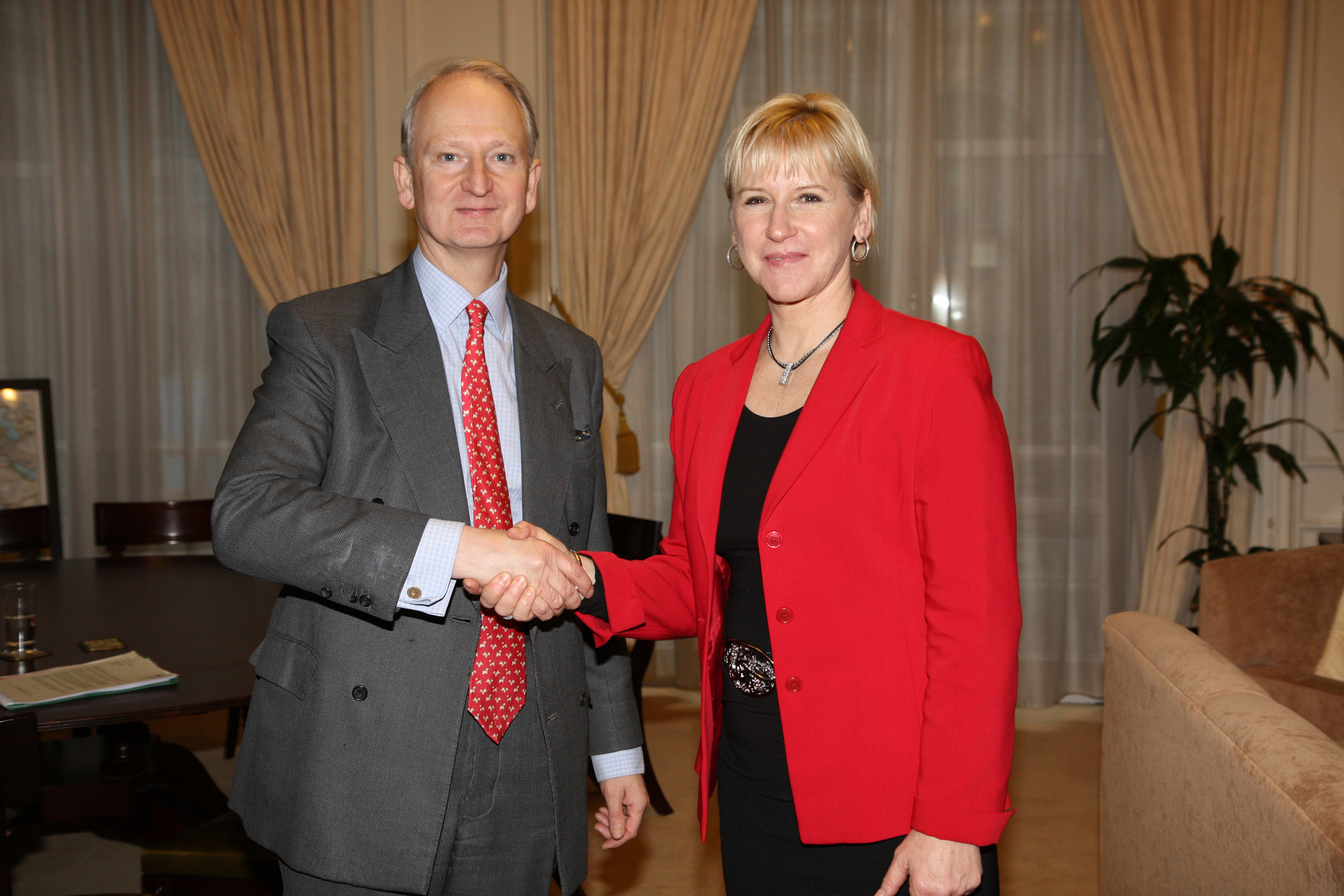
Brittiske UD-ministern Henry Bellingham och Margot Wallström i London 2011.
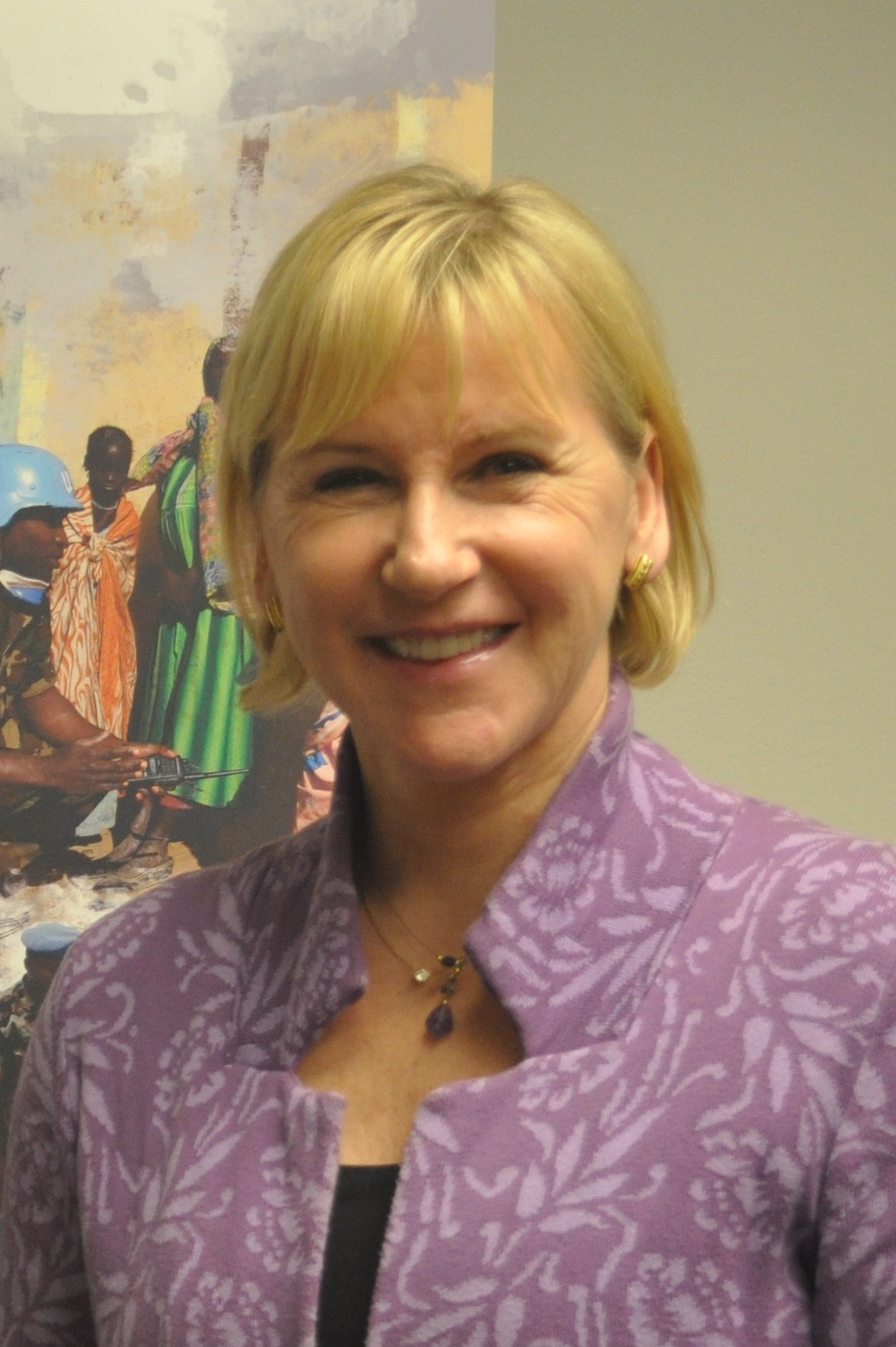
UN Commission on the Status of Women (FN:s kvinnokommission) 2012.
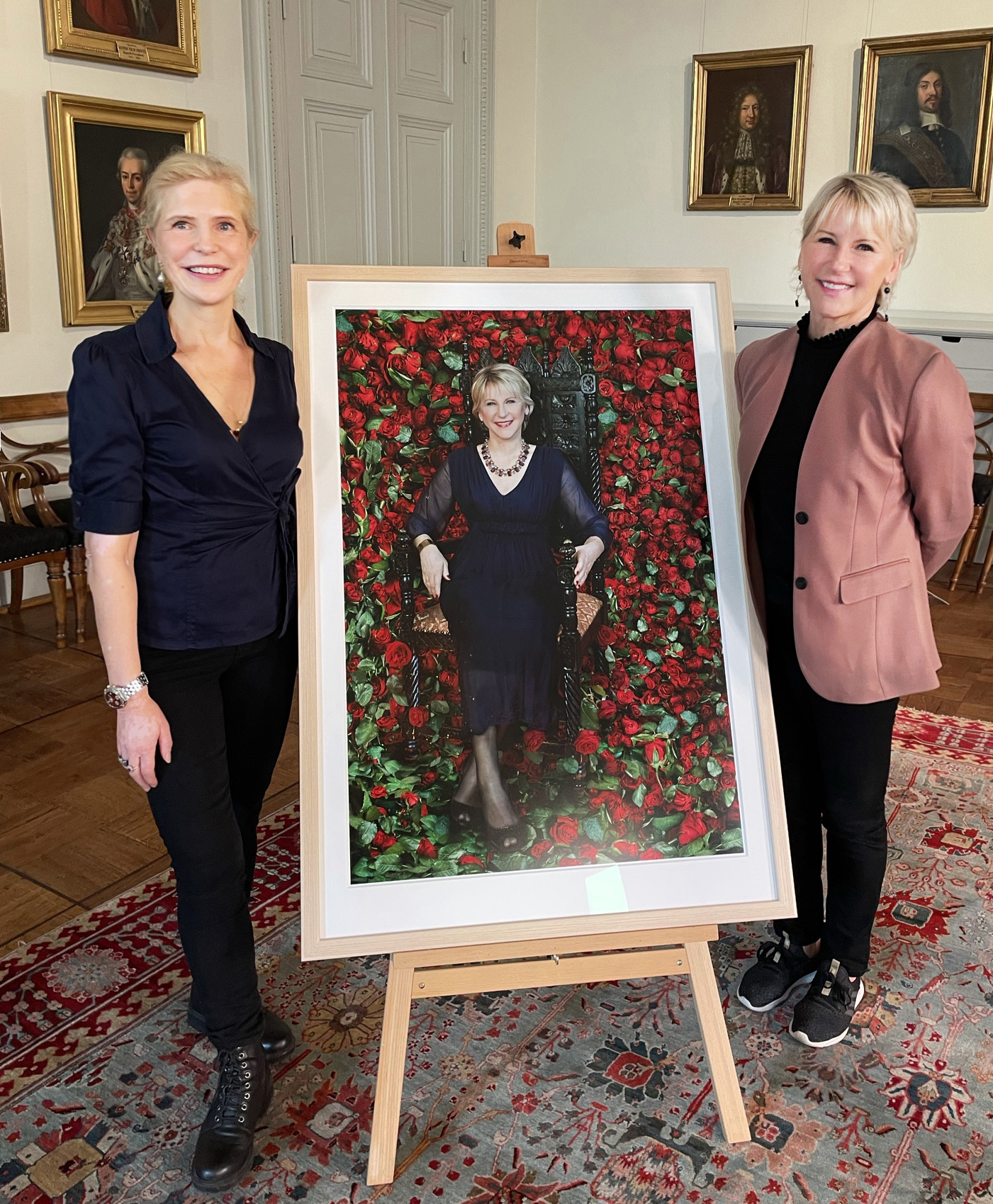
Porträtterad (av Caroline Roosmark) till samlingen tidigare utrikesministrar, Arvfurstens palats 2021.